# Pla inclinat
Un pla inclinat és una porció de sòl que forma un cert angle amb l'horitzontal sense arribar a ser vertical, és a dir, essent l'angle 0° < a < 90°.
El pla inclinat, una de les màquines simples, permet reduir la força que s'ha de realitzar per a elevar una càrrega respecte a si ho féssim verticalment.
Imaginem que volem arrossegar el pes P des d'una altura 1 fins a 2; sent les posicions 1 i 2 a les que ens referim les del centre de gravetat del bloc representat a la figura.
El pes del bloc, que com sabem és una magnitud vectorial (vertical i cap avall), pot descompondre's en dues components, H i V, paral·lela i perpendicular al pla inclinat respectivament:
{\displaystyle H=P\cdot sin(a)}
{\displaystyle V=P\cdot cos(a)}
Com, a més, el bloc es desplaça per la superfície del pla inclinat, existirà en general una força de fregament FR del bloc contra la superfície que també haurem de vèncer per a poder desplaçar-lo. Aquesta força és:
{\displaystyle F_{R}=\mu \cdot V=\mu \cdot P\cdot cos(a)}
sent µ el coeficient de fregament.
De l'observació de la figura, és immediat que per a aconseguir desplaçar el bloc, la força F que haurem de realitzar, serà:
F = H + FR = P·sin(a) + µ·P·cos(a) = [sin(a) + µ·cos(a)]·P
Resulta evident que si en compte del pla inclinat, tractàrem d'alçar el bloc sense més ajuda que els nostres propi músculs, la força G que hauríem de realitzar seria simplement la del pes del bloc a causa de l'actuació de la gravetat, és a dir
{\displaystyle G=P}
La qüestió és: en quines condicions serà avantatjosa la utilització del pla inclinat?

## Visió general

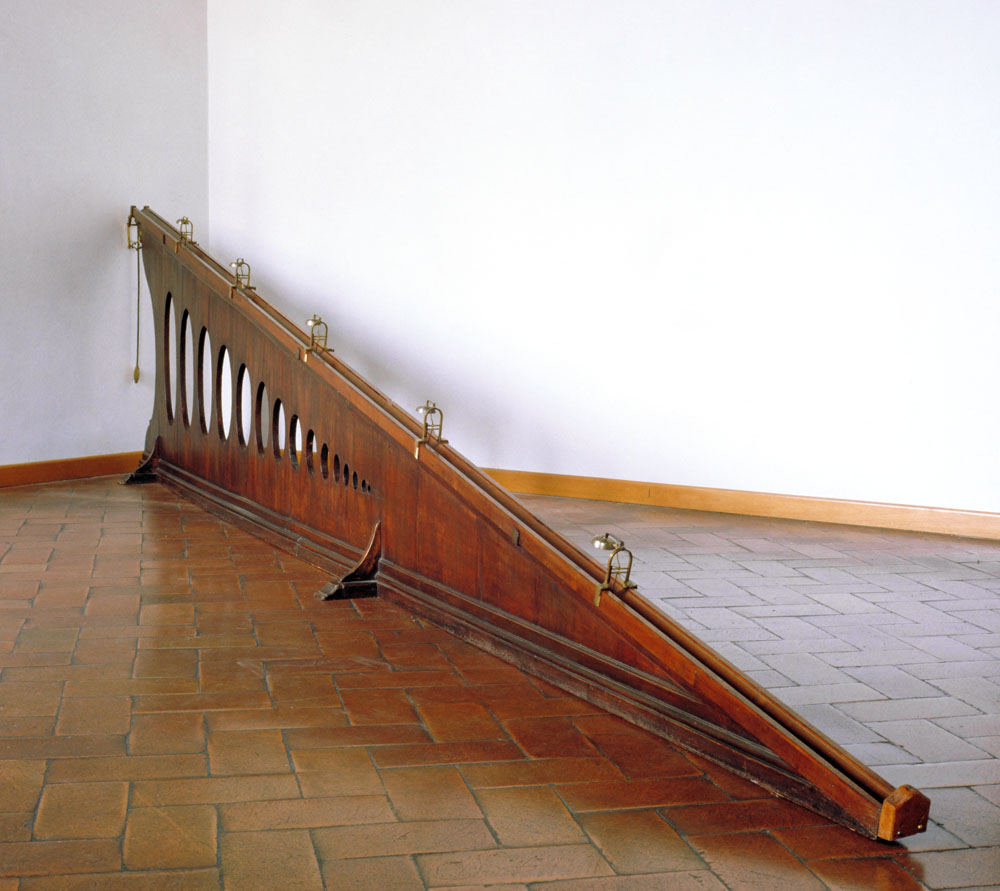
Pla inclinat usat per a l'educació, Museu Galileu, Florència

Pla inclinat i les forces que actuen sobre el sòlid

Un pla inclinat és una superfície de suport plana inclinada en angle, amb un extrem més alt que l'altre, que s'utilitza com a ajuda per pujar o baixar una càrrega. El pla inclinat és una de les sis màquines simples clàssiques definides pels científics del Renaixement. S'utilitzen molt per moure càrregues pesades sobre obstacles verticals; els exemples varien des d'una rampa utilitzada per carregar mercaderies en un camió, fins a una persona que camina per una rampa per a vianants, fins a un automòbil o un tren que puja un pendent.
Moure un objecte per un pla inclinat requereix menys força que aixecar-ho cap amunt, a costa d'un augment en la distància recorreguda. El seu avantatge mecànic, el factor pel qual es redueix la força, és igual a la relació entre la longitud de la superfície inclinada i l'altura que salva. A causa del principi de conservació de l'energia, cal la mateixa quantitat d'energia mecànica (treball) per aixecar un objecte donat una distància vertical donada, sense tenir en compte les pèrdues per fricció, però el pla inclinat permet realitzar el mateix treball amb una força menor exercida sobre una distància major.
L'angle de fricció, també anomenat de vegades angle de repòs, és l'angle màxim en el qual una càrrega pot romandre immòbil en un pla inclinat a causa de la fricció, sense lliscar-se cap avall. Aquest angle és igual a l'arctangent del coeficient de fricció μs entre les superfícies.
Sovint es considera que altres dues màquines simples es deriven del pla inclinat. El wedge es pot considerar un pla inclinat en moviment o dos plans inclinats connectats a la base. El cargol consisteix en un pla inclinat estret embolicat al voltant d'un cilindre.
El terme també pot referir-se a una aplicació específica, com en el cas d'una rampa recta excavada en un vessant empinat per permetre el transport de mercaderies cap amunt i cap avall. Pot incloure vagons sobre rails o tirats per un sistema de cables; un funicular o ferrocarril per cable, com el pla Inclinat de Johnstown.
Les lleis que regeixen el comportament dels cossos en un pla inclinat van ser enunciades per primera vegada pel matemàtic Simon Stevin, en la segona meitat del segle XVI.
Per analitzar les forces existents sobre un cos situat sobre un pla inclinat, cal tenir en compte l'existència de diversos orígens en elles.
- En primer lloc s'ha de considerar l'existència d'una força de gravetat, també coneguda com pes, que és conseqüència de la massa (M) que posseeix el cos recolzat en el pla inclinat i té una magnitud de M.g amb una adreça vertical[13] i representada en la figura per la lletra G.
- Existeix a més una força normal (N), també coneguda com la força de reacció exercida sobre el cos pel pla com a conseqüència de la tercera llei de Newton, es troba en una adreça perpendicular al pla[13] i té una magnitud igual per força exercida pel pla sobre el cos. En la figura apareix representada per N i té la mateixa magnitud que F₂= M.g.cos α i sentit oposat a la mateixa.
- Existeix finalment una força de fregament, també coneguda com a força de fricció (FR), que sempre s'oposa al sentit del moviment del cos respecte a la superfície,[14] i la magnitud de la qual depèn tant del pes com de les característiques superficials del pla inclinat i la superfície en contacte del cos que proporcionen un coeficient de fregament. Aquesta força ha de tenir un valor igual a F1=M.g.sin α, perquè el cos es mantingui en equilibri. En el cas en què F1 fos major que la força de fregament el cos es lliscaria cap avall pel pla inclinat. Per tant, per pujar el cos s'ha de realitzar una força amb una magnitud que iguali o superi la suma de F1 + FR.

## Història
S'han utilitzat plans inclinats des de temps prehistòrics per moure objectes pesats. Els camins inclinats i els pedraplens construïts per civilitzacions antigues com els romans són exemples dels primers plans inclinats que han sobreviscut i mostren que van entendre el valor d'aquest dispositiu per moure càrregues costa amunt. Es creu que les pedres pesades utilitzades en estructures de pedra antigues com Stonehenge es van moure i van col·locar en el seu lloc usant plans inclinats fets de terra, encara que és difícil trobar evidència de tals rampes de construcció temporals. Les piràmides d'Egipte es van construir utilitzant plans inclinats, i rampes de setge van permetre als exèrcits antics superar les muralles de les fortaleses. Els antics grecs van construir una rampa pavimentada de 6 km de llarg, el Diolkos, per arrossegar vaixells per terra a través de l'istme de Corint.
No obstant això, el pla inclinat va ser l'última de les sis màquines simples clàssiques a ser reconeguda com a tal. Això probablement es degui al fet que és un dispositiu passiu i immòbil (la càrrega és la part mòbil), i també al fet que es troba en la naturalesa en forma de pendents i pujols. Encara que van entendre el seu ús per aixecar objectes pesats, els filòsofs de l'antiga Grècia que van definir les altres cinc màquines simples, no van incloure el pla inclinat. Aquest punt de vista va persistir entre alguns científics posteriors; i en una data tan tardana com 1826 Karl von Langsdorf va escriure que un pla inclinat "... no és més una màquina que el pendent d'una muntanya". El problema de calcular la força requerida per empènyer un pes cap amunt en un pla inclinat (el seu avantatge mecànic) va ser analitzat pels filòsofs grecs Heró d'Alexandria (c. 10 - 60 dC) i Papos d'Alexandria (c. 290 - 350 dC), però tots dos es van equivocar en la seva resolució.
No va ser fins al Renaixement quan el pla inclinat es va resoldre matemàticament i es va classificar amb les altres màquines simples. La primera anàlisi correcta del pla inclinat va aparèixer en l'obra de l'enigmàtic autor del segle xiii Jordanus Nemorarius, encara que la seva solució del problema aparentment no va ser comunicada a altres filòsofs de l'època. Gerolamo Cardano (1570) va proposar la solució incorrecta que la força a aplicar és proporcional a l'angle del pla. Posteriorment, a finals del segle xvi, Michael Varro (1584), Simon Stevin (1586) i Galileo Galilei (1592) van publicar tres solucions correctes al llarg de deu anys. Encara que no va ser la primera, la deducció de l'enginyer flamenc Simon Stevin és la més coneguda, per la seva originalitat i l'ús d'un collaret de comptes (vegeu el requadre). En 1600, el científic italià Galileu va incloure el pla inclinat en la seva anàlisi de màquines simples en Le Meccaniche («Sobre la mecànica»), mostrant la seva similitud subjacent amb les altres màquines com un amplificador de força.
Les primeres regles elementals per lliscar objectes amb fricció sobre un pla inclinat van ser descobertes per Leonardo da Vinci (1452-1519), però van quedar inèdites en els seus quaderns. Van ser redescobertes per Guillaume Amontons (1699) i Charles-Augustin de Coulomb (1785) les va desenvolupar encara més. Leonhard Euler (1750) va demostrar que la tangent de l'angle de fregament intern en un pla inclinat és proporcional a la fricció.

## Aplicacions
Els plans inclinats s'utilitzen molt en forma de "rampes" per carregar i descarregar mercaderies en camions, vaixells i avions. Les rampes per a cadires de rodes s'utilitzen per permetre que les persones amb mobilitat reduïda superin obstacles verticals sense excedir la seva força. Les escales mecàniques i les cintes transportadores inclinades també són formes de pla inclinat. En un funicular o ferrocarril per cable, un vagó de ferrocarril es puja per un pla inclinat amb cables. Els plans inclinats també permeten que tant persones com a objectes pesats i fràgils salvin de forma segura un desnivell vertical utilitzant la força normal del pla per distribuir l'efecte de la gravetat. Les rampes d'evacuació de les aeronaus permeten que les persones aconsegueixin el sòl de forma ràpida i segura des de l'altura del compartiment de passatgers d'un avió comercial.
Altres plans inclinats es construeixen en estructures permanents. Les carreteres per a vehicles i els ferrocarrils tenen plans inclinats en forma de pendents graduals, rampes i pedraplens per permetre que els vehicles superin obstacles verticals com a pujols sense perdre tracció en la superfície de la carretera. De manera similar, les senderes per a vianants i les voreres disposen de rampes suaus per limitar el seu pendent, amb la finalitat de garantir que els vianants puguin mantenir les condicions de tracció necessàries. Els plans inclinats també s'utilitzen com a entreteniment perquè les persones es llisquin cap avall de forma controlada, en tobogans, rampes aquàtiques, esquí alpí i pistes de patinatge.